# Kaufdorf
Kaufdorf ist eine politische Gemeinde im Verwaltungskreis Bern-Mittelland des Kantons Bern und liegt im Gürbetal genau in der Mitte zwischen Bern und Thun in der Schweiz.

## Geschichte
Die Gemeinde wird 1148 erstmals urkundlich erwähnt (Cuffedorf). Während der Reformation erlangte das Dorf wegen seines aus Gutenbrünnen stammenden Wassers Berühmtheit, dem eine heilende Wirkung nachgesagt wurde. Der Legende nach musste das Wasser am Karfreitag Morgen vor Sonnenaufgang gefasst werden. Diese Wasser-Wallfahrten wurden nach der Reformation verboten.

## Bevölkerung
In Kaufdorf leben 1121 Einwohner (Stand 31. Dezember 2023).

## Politik
Gemeindepräsident ist seit 2023 Patrick Goetschi (parteilos, Stand 2024).
Die Stimmenanteile der Parteien anlässlich der Nationalratswahlen 2023 betrugen: SVP 29,09 % (+2,43), SP 20,19 % (+2,88), Grüne 13,05 % (−2,02), glp 10,42 % (+0,38), Mitte 9,59 % (−1,83), EVP 4,83 % (−0,39), FDP 4,78 % (−0,83), EDU 3,72 % (+2,20), Weitere 4,34 % (−2,82).

## Sonstiges

### ARA Gürbetal
Die ARA Gürbetal befindet sich auf dem Gemeindegebiet von Kaufdorf. Das Abwasser wird nach der Klärung direkt in die Gürbe geleitet. 13 Gemeinden sind ganz oder teilweise an die Kläranlage angeschlossen, u. a. Blumenstein, Burgistein, Gurzelen, Kirchdorf, Riggisberg, Rüeggisberg, Thurnen und Wattenwil.

### Ehemaliger Autofriedhof

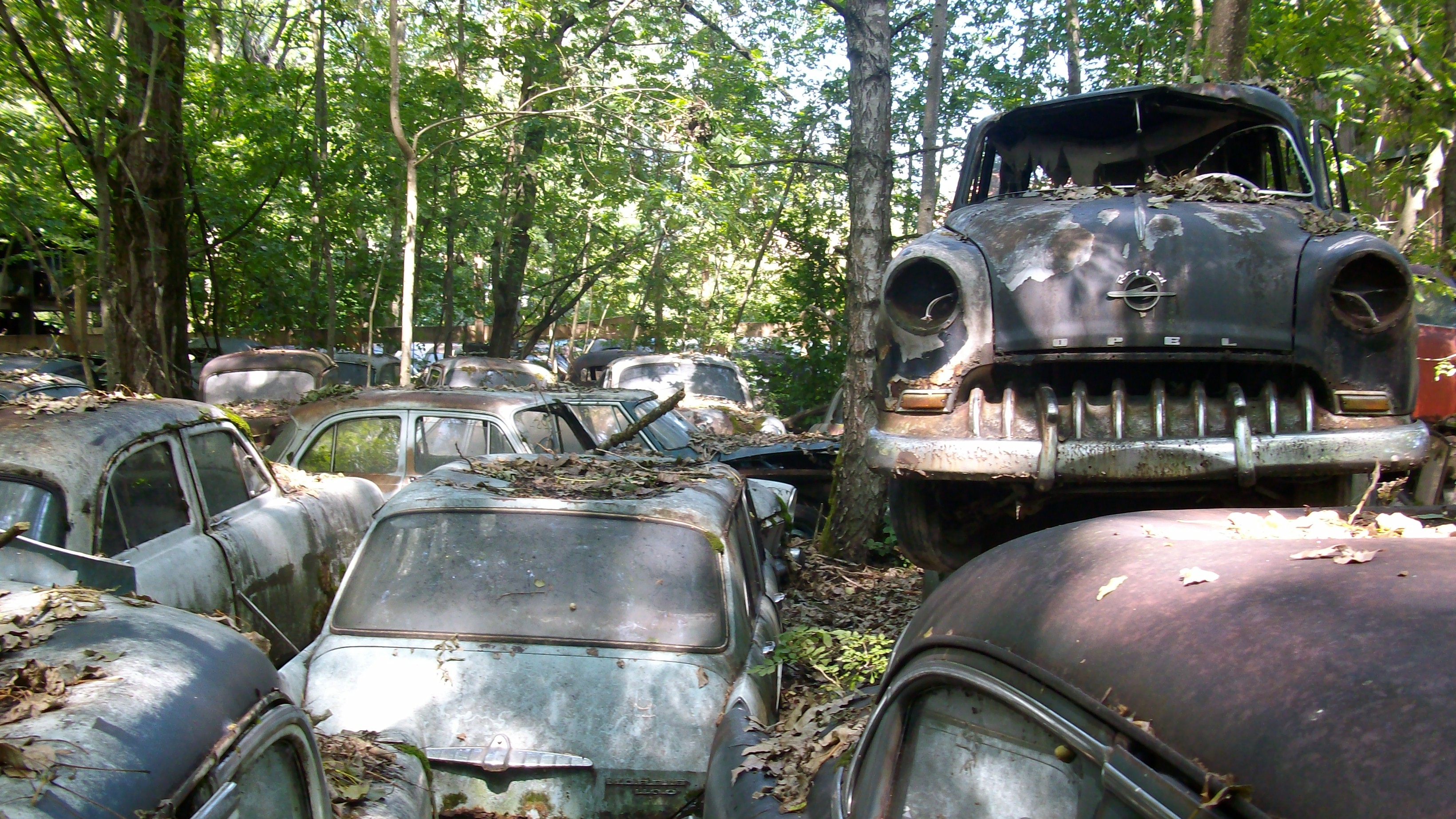
Autofriedhof Kaufdorf

In Kaufdorf befand sich ein verwilderter Autofriedhof mit fast 800 Autos, der durch Presseberichte internationale Bekanntheit erreicht hatte. Dort lagerten teils Autos, deren Baujahr bis in die 1930er Jahre zurück reichte. Anders als bei ähnlichen Plätzen mit verfallenden Oldtimern verwehrte der Betreiber der Öffentlichkeit den Zutritt, so dass die Kaufdorfer Autos nicht durch Vandalismus beschädigt wurden und, abgesehen vom natürlichen Verfall, oft vollständig erhalten blieben. 2008 kuratierte der Künstler Heinrich Gartentor auf diesem Gelände eine Kunstausstellung. Aus rechtlichen Gründen (Umweltschutzgesetzgebung) hätte der Schrottplatz im Jahr 2009 aufgehoben werden sollen. Zwischen Anwohnern und Behörden einerseits und Befürwortern der Erhaltung als Museum andererseits wurde kontrovers und zum Teil auch heftig diskutiert. Bis 2013 wurden schliesslich alle Autos entfernt.